# Ермолаев, Алексей Афанасьевич
Алексей Афанасьевич Ермолаев (5 января 1934, Старая Кня-Юмья — 29 октября 2006) — удмуртский литературовед и текстолог, критик, член Союза писателей России. Внёс значительный вклад в развитие удмуртской литературы и критики.

## Биография

### Ранние годы
Алексей Афанасьевич родился 5 января 1934 года в деревне Старая Кня-Юмья, Кукморского района Республики Татарстан. В годы Великой Отечественной войны остался без отца, рос в бедной крестьянской семье. В 1953 года закончил Можгинское педагогическое училище, в 1958 факультет журналистики МГУ.

### Становление
В 1958 году устраивается на работу в Удмуртское книжное издательство, где до 1964 года работает редактором, а с 1964 по 1972 главным редактором. В 1972 году устраивается в Удмуртский научно-исследовательский институт экономики, истории, языка и литературы, где работает старшим научным сотрудником.
В период с 1977 по 1979 годы работал заместителем главного редактора журнала Союза писателей «Молот».  С 1979 года находился на профессиональной литературной работе. С 1978 был на общественных началах уполномоченным Литературного Фонда СССР по Удмуртской Республике.

### Первые рецензии
Свои первые рецензии Алексей Афанасьевич опубликовал в журнале «Дружба народов» ещё в годы учёбы в Москве и все последующие годы оставался постоянным внештатным автором этого столичного издания.
Книгами «Удмуртская историческая проза» (1960), «Счет предъявляет время» (1977), «Туннэ но чуказе» — «Сегодня и завтра» (1984), а также своими многочисленными критическими выступлениями в разных жанрах сыграл значительную роль в переосмыслении творчества писателей (Кедра Митрея, К. Герда, Ашальчи Оки и др.), подвергшихся незаконной репрессии, и воссоздании объективной истории национальной литературы.

### Помощь молодым дарованиям и обучение школьников
Вовремя заметил и поддержал таланты Г. Красильникова, Ф. Васильева, Р. Валишина, В. Романова и других будущих выдающихся представителей удмуртской словесности. Его пособие «Поэзиен тодматскон» («Знакомство с поэзией») стало настольной книгой для начинающих поэтов, его учебник для 10—11 классов «Удмурт литература» — «Удмуртская литература» (1975) выдержал 5 изданий.
Ермолаев осуществил текстологическую подготовку собрания сочинений И. Гаврилова, Кедра Митрея, Ашальчи Оки, Ф. Кедрова, Ф. Васильева и др. Он редактор и один из авторов двухтомной «Истории удмуртской советской литературы» (1986, 1987). Обнаружил, расшифровал и издал фронтовые дневники И. Гаврилова «Пероен но штыкен» — «И пером, и штыком» (1984), рукопись его повести «Гвардеецъес» — «Гвардейцы» (1981).
Ввел в удмуртское литературоведение понятие «италмасова строфа». Критика А. А. Ермолаева отличалась полемичностью, широтой взгляда, конструктивностью и принципиальностью, бережным и взыскательным отношением к таланту писателя.
Последняя книга А. А. Ермолаева — сборник критических статей «Заметки непостороннего. Об удмуртской литературе» (Ижевск: изд. «Инвожо»,2005) — правлением Союза писателей УР была представлена на соискание Государственной премии 2006 года.